# Naraggara

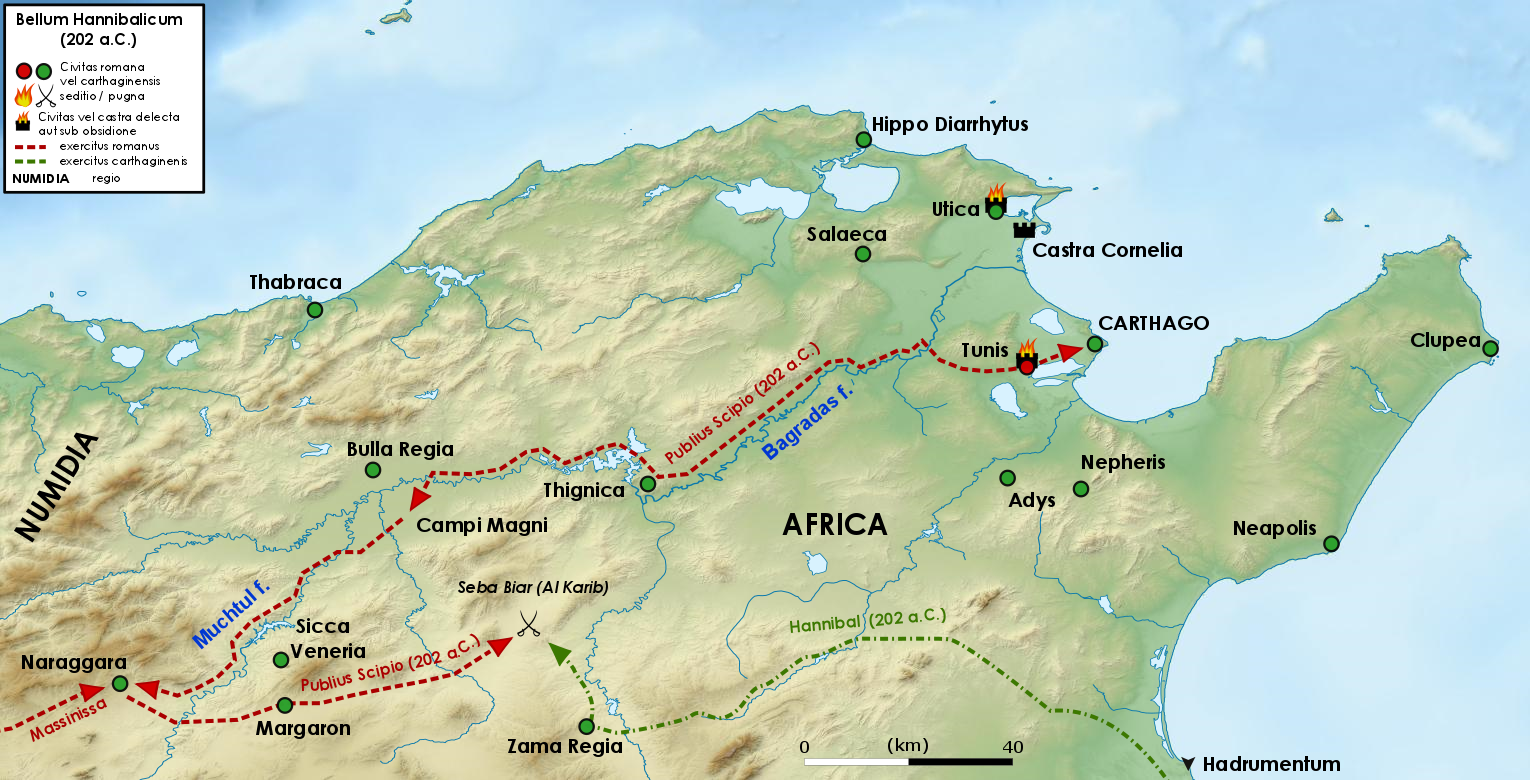
Campañas de Escipión en el norte de África

Naraggara era una antigua ciudad de África (África Proconsular), ubicada a 33 kilómetros al noroeste de la actual Al-Kāf, en Túnez.Se considera que es la actual ciudad de Sakiet Sidi Youssef, también ubicada en Túnez.El nombre Naraggara, una inscripción libia, sugiere el origen prerromano de la ciudad, junto con hecho de que el nombre bilingüe en latín y neopúnico.

## Batalla de Zama
Aunque no se sabe mucho sobre esta ciudad antigua, recibe el reconocimiento del historiador romano Tito Livio como el lugar de la batalla final de la Segunda Guerra Púnica, llamada Batalla de Zama.Los romanos, dirigidos por Escipión el Africano, derrotaron a los cartagineses de Aníbal y pusieron fin a la guerra de 17 años. Los dos ejércitos encontraron su camino a Naraggara después de que Escipión idease una estrategia para atacar Cartago, mientras que Aníbal y su ejército estaban en Italia.Esto fue un intento de evitar que Aníbal derrotara a más ejércitos romanos y se le solicitase su vuelta a Cartago. Después de llegar a África, el ejército romano derrotó con éxito al ejército cartaginés en la batalla de las Grandes Llanuras en el 203 a.C., lo que presionó a los cartagineses a ofrecer la paz. Después de la firma del tratado de paz, el Senado cartaginés solicitó a Aníbal que regresase de Italia.Sin embargo, el acuerdo fue violado por Cartago poco después al atacar a una flota romana en el Golfo de Túnez.Esto llevó a que la guerra se reanudara. Tanto Aníbal como Escipión desplegaron tropas en África y finalmente marcharon hacia el lugar de batalla cerca de Naraggara, donde los romanos ganarían la Segunda Guerra Púnica. Algunos discrepan acerca del lugar en dónde la batalla tuvo lugar exactamente. Mientras que Tito Livio relata que el lugar histórico de la batalla fue Naraggara, Polibio afirma que tuvo lugar en Margaron, otra ciudad antigua cercana, aunque la ubicación exacta se desconoce. Esto puede ser respaldado por el hecho de que las características descritas por Tito Livio y Polibio, en relación con el lugar de la batalla de Zama, no se encuentran en ninguna parte cerca de la Naraggara moderna. Después del fin de la guerra y posterior tratado, Cartago recibió severos castigos, uno de los cuales requería el permiso de Roma para comenzar una guerra. Esto creó un problema a la hora de negociar acuerdos sobre las fronteras con el reino vecino, y aliado romano, Numidia. Después de pagar su deuda a Roma cincuenta años después de la Segunda Guerra Púnica, Cartago luchó contra los invasores numidios y finalmente sufrió una derrota militar. Este ataque enfureció a Roma porque no le dieron tal consentimiento a Cartago, y como consecuencia le declararon la guerra. Con esta declaración comenzó la Tercera Guerra Púnica, que duró sólo cuatro años y terminó con Cartago totalmente destruida y con toda su población esclavizada. Con la derrota de Cartago, sus tierras y territorios, incluyendo el área que abarca Naraggara, fueron reclamados por Roma y con ellos se formó la provincia de África Proconsular. Se puede decir que Naraggara permaneció bajo el dominio romano hasta el siglo V, cuando los Vándalos conquistaron la zona y formaron su propio reino.

## En la actualidad
Actualmente, la ciudad moderna de Sakiet Sidi Youssef se halla en el lugar de Naraggara. Es una delegación de la gobernación de Al-Kāf en Túnez, y en 2014 tenía una población censada de 17 500.

## Episcopado
Naraggara era una sede episcopal y se conoce el nombre de algunos de sus obispos diocesanos en ciertas fechas: Faustino, Donato (411) Maximino (484) Victorino (525) y Bennatus (646). Esta información aparece en la lista de las sedes titulares de la Iglesia Católica.